# Karin Månsdotter
Karin Månsdotter (6 noiembrie 1550 – 13 septembrie 1612) a fost regină consort a Suediei, prima dată metresă, apoi timp de câteva luni în 1568 soția regelui Eric al XIV-lea al Suediei. Asteroidul 832 Karin a fost numit în onoarea ei.

## Familie
Karin s-a născut la Stockholm ca fiica unui soldat pe nume Måns (numele ei fiind un patronim, literal înseamnă "fiica lui Måns") și a soției acestuia Ingrid. Mama ei provenea dintr-o familie de țărani din Uppland, care vindeau legume în piață. Se crede că ambii părinți au murit în jurul anului 1560. 
Potrivit unei legende, Eric XIV a observat-o prima dată în piață în Stockholm și a fost atât de uimit de frumusețea ei încât a dus-o la Curte ca iubită a lui; în realitate însă, Karin Månsdotter era în 1564 angajată ca servitoare la Karin, soția muzicianului curții Gert Cantor, care avea o tavernă și o casă de oaspeți în casa lui, unde ea probabil că servea oaspeții. Ea a fost făcută servitoare pentru sora regelui, prințesa Elisabeta, atunci când ea a devenit metresa regelui în 1565.

## Metresă regală

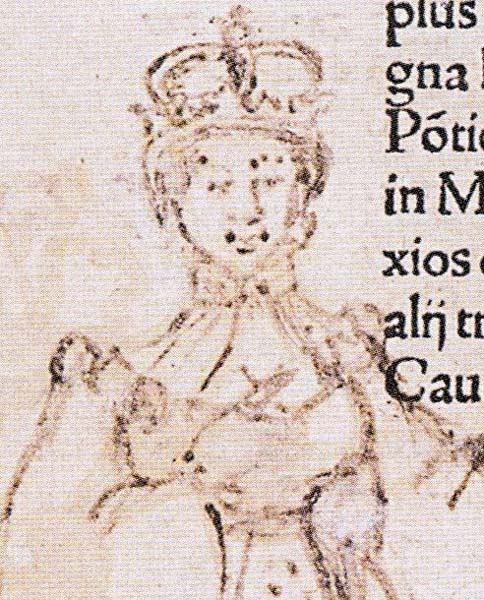
Regina Karin desenată de soțul ei în închisoare

Karin pare să fi intrat într-o relație cu Eric în primăvara anului 1565. Poziția pare să fi fost destul de oficială, ea primind haine scumpe, a apărut alături de el la Curte, și a primit propriul ei apartament și servitori. Astfel, ea ar putea fi considerată ca prima metresă regală oficială din Suedia, deși doar Hedvig Taube este considerată metresa regală oficială din Suedia. În vara anului 1565, ea a făcut parte din suita regelui la Skara. 
Când s-a născut fiica ei Sigrid în 1566, ea a fost tratată ca o prințesă legitimă. Înainte de aceasta, regele a avut un întreg harem de metrese, cum ar fi Agda Persdotter și Doredi Valentinsdotter, dar când Karin intrat în viața lui, el le-a respins pe toate. Ea a primit, de asemenea, educație și a învățat să citească și să scrie. Tratamentul lui față de ea a provocat multă uimire. Ideile timpului au sugerat vrăjitorie și poțiuni de dragoste pentru a explica atașamentul profund.
Portretul lui Karin Månsdotter a fost realizat doar în desenele soțului ei în captivitate și într-un bust din ultimele ei zile la mormântul ei. Ea a fost descrisă ca fiind o fată foarte frumoasă, cu părul lung și blond, ochi nevinovați, iar personalitatea ei pare să fi fost calmă, umilă și naturală. Regele era instabil psihic și se pare că ea era singura care îl putea calma, fiind foarte apreciată de rude care o considerau bună pentru el. Nu a avut dușmani personali la curte, dar nu a fost respectată iar căsătoria lor din 1568 a fost considerată un scandal și este posibil să fi contribuit la detronarea lui.
Cândva în 1567, Eric a decis să se căsătorească cu Karin, în conformitate cu acordul pe care l-a făcut cu Consiliul în 1561, în care i s-a promis că se va căsători cu cine va dori. Planurile sale au fost susținute de către consilierul său Jöran Persson. S-a spus că metresa Karin era prietenă bună cu soția lui Persson, care s epare că a însoțit-o de multe ori în călătoriile ei între diferite palate regale.
Karin Månsdotter a făcut donații surorilor de la mănăstirea Vadstena în trei ocazii între 1566 și 1568, și s-a observat că generoasele ei donații au fost făcute în timpul bolii lui Eric în 1567.

## Regină

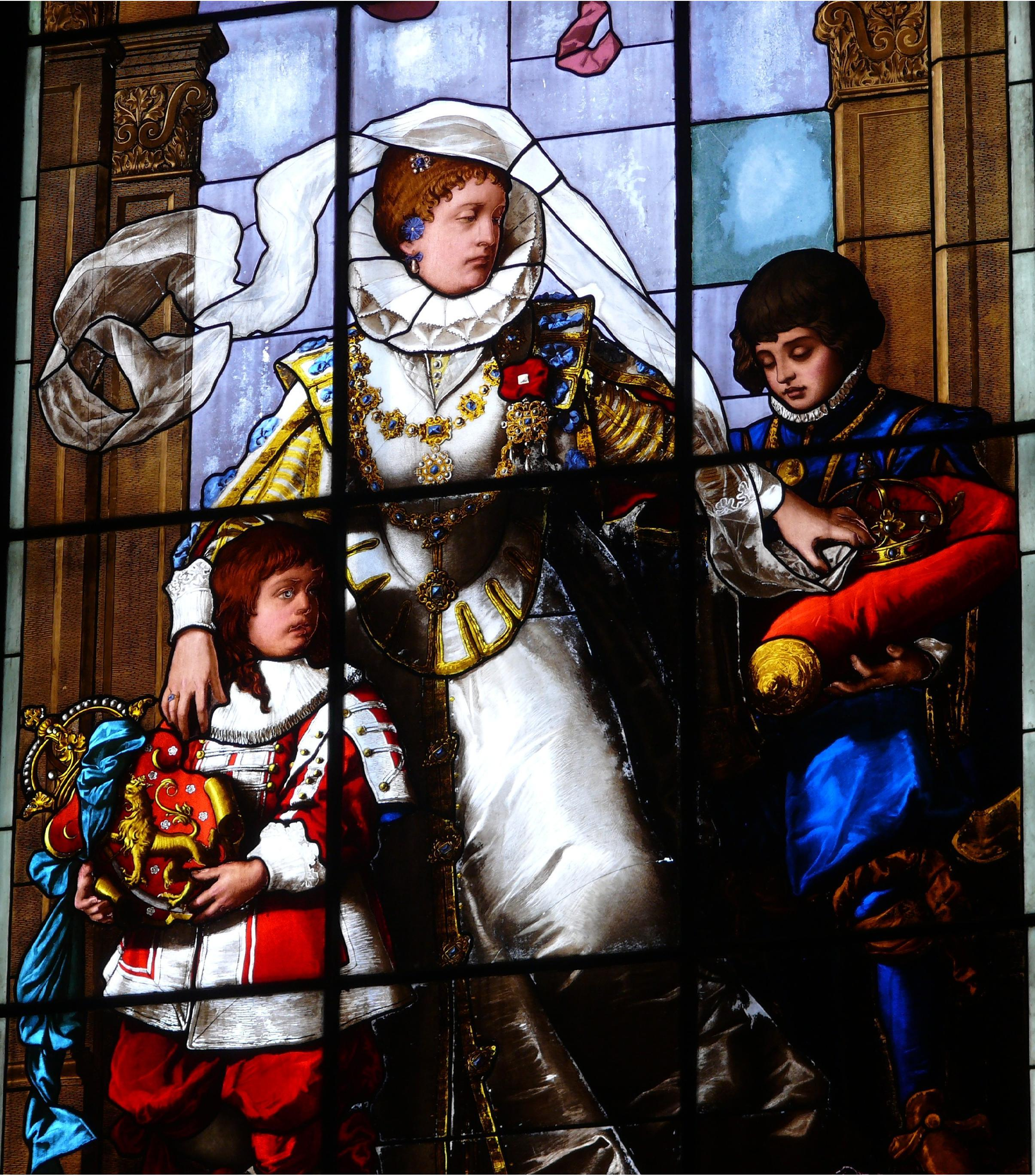
Regina cu doi dintre copiii ei

Eric al XIV-lea s-a căsătorit cu Karin morganatic în 1567, și oficial în 1568, atunci când ea a fost înnobilată și a fost încoronată regină sub numele de Katarina Magnusdotter (o versiune oficială a numelui ei). Prima ceremonie de nuntă, cea secretă, a fost realizată de către episcopul Laurentius Petri la 29 decembrie 1567.

În această perioadă Eric a fost periodic afectat de probleme mentale și s-a stabilit o regență. Căsătoria, probleme mentale ale lui Eric și influența lui Karin au provocat zvonuri. Într-o scrisoare a surorii lui Eric, Sofia, s-a spus că "nebunia care îl domină este o consecință a faptelor sale. El a fost oarecum instabil și înainte, iar acum el este complet așa, condus de soția sa", ceea ce înseamnă că soția lui ar folosi vrăjitoria. Soția consilierului lui Eric, Anna Andersdotter, prietenă apropiată a lui Karin, a fost acuzată de a fi răspândit zvonuri și condamnată pentru calomnie, dar a fost grațiată, la cererea lui Karin.    
Regența a arestat mulți dintre consilierii lui Eric iar Karin a intervenit pentru mulți din ei. Când Eric și-a revenit și regența a fost desființată, Karin a intervenit în a face pace între Eric și fratele său, Ducele Johan.
La 10 februarie 1568, Karin a fost înnobilată și a primit oficial sigiliul de regină. Într-o scrisoare către cumnatele ei, prințesele Sofia și Elisabeta, se observă că ea a șters prima versiune în care le-a numit în mod oficial "Dragi surori" și că ea nu se numea "Regina" ci "Regina aleasă", care a fost interpretată prin faptul că ea știa că poziția ei nu a fost pe deplin acceptată de aristocrație.
Nunta oficială a avut loc în Storkyrkan la 4 iulie 1568, a doua zi după încoronare. Karin Månsdotter a fost dusă la altar de către vărul regelui Per Brahe sub o bandieră de aur purtată de patru nobili. Atât fiul cât și fiica lui Eric și Karin au fost prezenți pentru a confirma statutul lor oficial. Ei au fost plasați sub bandieră, între părinții lor.
La scurt timp după încoronare, frații lui Eric s-au răzvrătit și el și familia sa au fost închiși. Se spune, că în timpul detronarii, Karin a căzut în genunchi în fața reginei văduve Katarina Stenbock, strigând: "Iartă-l!". Karin a împărțit prizonieratul cu Eric întâi la palatul regal din Stockholm, apoi la castelul de la Turku (1570–1571), la castelul Kastelholm, castelul Gripsholm (1571–1573) și castelul Västerås (1573). Copiii au fost plasați în grija reginei văduuve Catherine Stenbock și a guvernantei lor franceze, însă s-au renit cu părinții lor în 1570. karin a născut doi copii în captivitate, în 1570 și 1572 însă ambii au murit în închisoare.

Este cunoscut faptul că Eric a fost de cel puțin trei ori abuzat fizic de gardian, dar nu se crede că acest lucru s-a întâmplat în prezența lui Karin.Regina Karin și copiii s-au despărțit de soțul ei la 14 iunie 1573, pentru a preveni nașterea altor copii legitimi. Ei au fost duși la castelul din Turku, în Finlanda, unde au rămas sub arest la domiciliu până la moartea soțului ei, patru ani mai târziu. În 1575, fiul ei a fost luat și trimis în Polonia pentru a fi plasat în grija iezuiților dar i s-a permis să-și păstreze fiica. În 1577 ea a primit vestea morții soțului ei. Karin a fost tratată cu bunătate și a primit domeniul regal Liuksiala Manor în Kangasala, Finlanda, unde a trăit restul vieții ei.